# Blacklist (sèrie)
Blacklist és una sèrie de televisió estatunidenca creada per Jon Bokenkamp i difosa des del 23 de setembre de 2013 a la xarxa NBC i simultàniament al Canadà a la xarxa Global (Citytv per a la cinquena temporada).
Va tenir una acollida positiva de la crítica, que va elogiar particularment l'actuació de James Spader. Blacklist té bones audiències, però registra resultats importants sobretot gràcies a l'audiència en diferit. Va arribar als cent episodis amb l'onzè episodi de la cinquena temporada.
La sèrie, difosa des del 4 d'octubre de 2019, ha arribat a la setena temporada. El 20 de febrer de 2020, NBC va anunciar que havia encarregat una vuitena temporada.

## Sinopsi
La sèrie, que transcorre principalment a Washington, explica la història d'un antic oficial de la Marina dels Estats Units d'Amèrica, Raymond «Red» Reddington, convertit en un important criminal, que es lliura voluntàriament a l'FBI al seu quarter general. Després d'haver evitat que el capturessin durant decennis, diu a l'FBI que té una llista dels criminals més perillosos del món que ha compilat al llarg dels anys i que està disposat a informar sobre les seves operacions a canvi d'immunitat.
Tanmateix, insisteix a treballar de manera exclusiva amb una jove reclutada per l'FBI, Elizabeth Keen. Els misteris de la vida de Reddington i de Liz, així com el seu interès per ella, es van revelant de progressivament durant l'evolució de la sèrie. Cada episodi presenta un dels criminals mundials i Reddington ajuda l'equip de l'FBI a seguir-los i a capturar-los.
Keen s'interroga sobre l'interès sobtat que Reddington té per ella, encara que sostingui que Keen és molt especial. L'FBI atrapa un terrorista sobre el qual Reddington ha proporcionat informació, però l'antic oficial revela que aquest terrorista no és més que el primer de tots els que vindran perquè durant els dos últims decennis ha fet una llista dels criminals i terroristes que creu que són introbables per l'FBI perquè n'ignorava l'existència i que són els més importants. Reddington l'anomena «la llista negra» (The Blacklist).

## Repartiment

### Actors principals
- James Spader: Raymond «Red» Reddington
- Megan Boone: Elizabeth Keen / Masha Rostova, anomenada «Liz»
- Diego Klattenhoff: Donald Ressler
- Amir Arison: Aram Mojtabai (esporàdic la primera temporada, principal des de la segona temporada)
- Harry Lennix: Harold Cooper
- Hisham Tawfiq: Dembe Zuma (esporàdic la primera i la segona temporades, principal des de la tercera temporada)

Actors principals
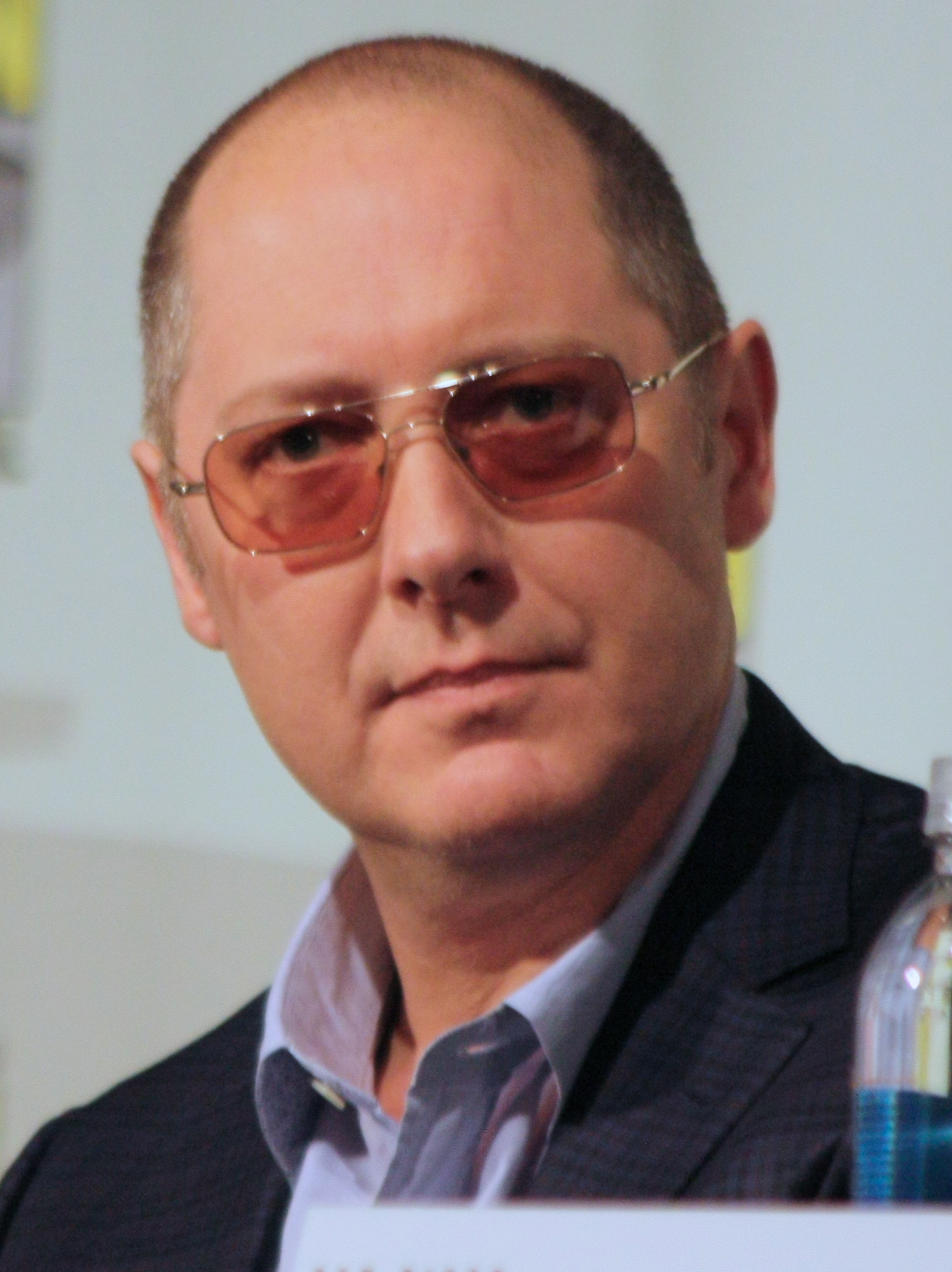
James Spader interpreta Raymond «Red» Reddington
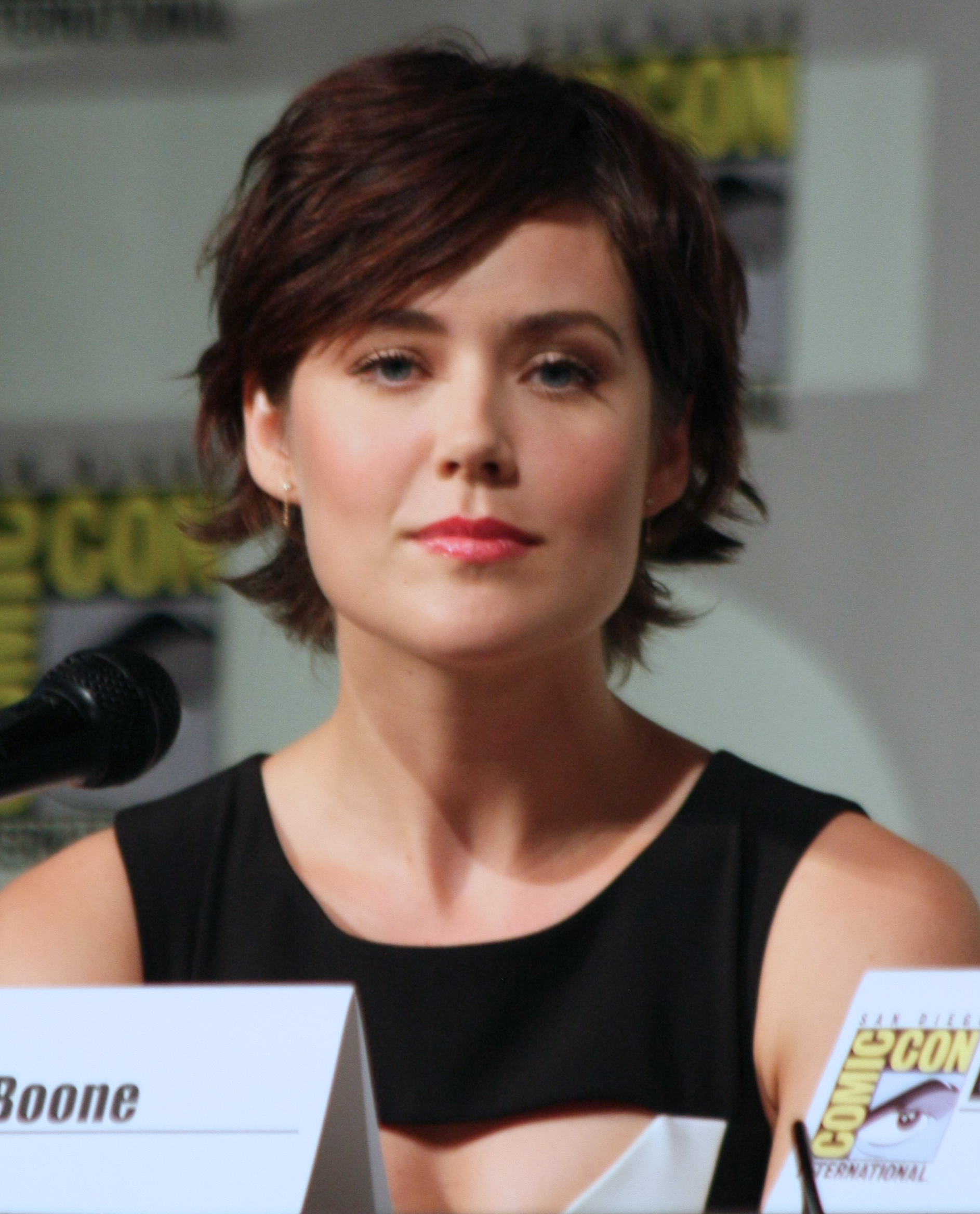
Megan Boone interpreta Elizabeth «Liz» Keen
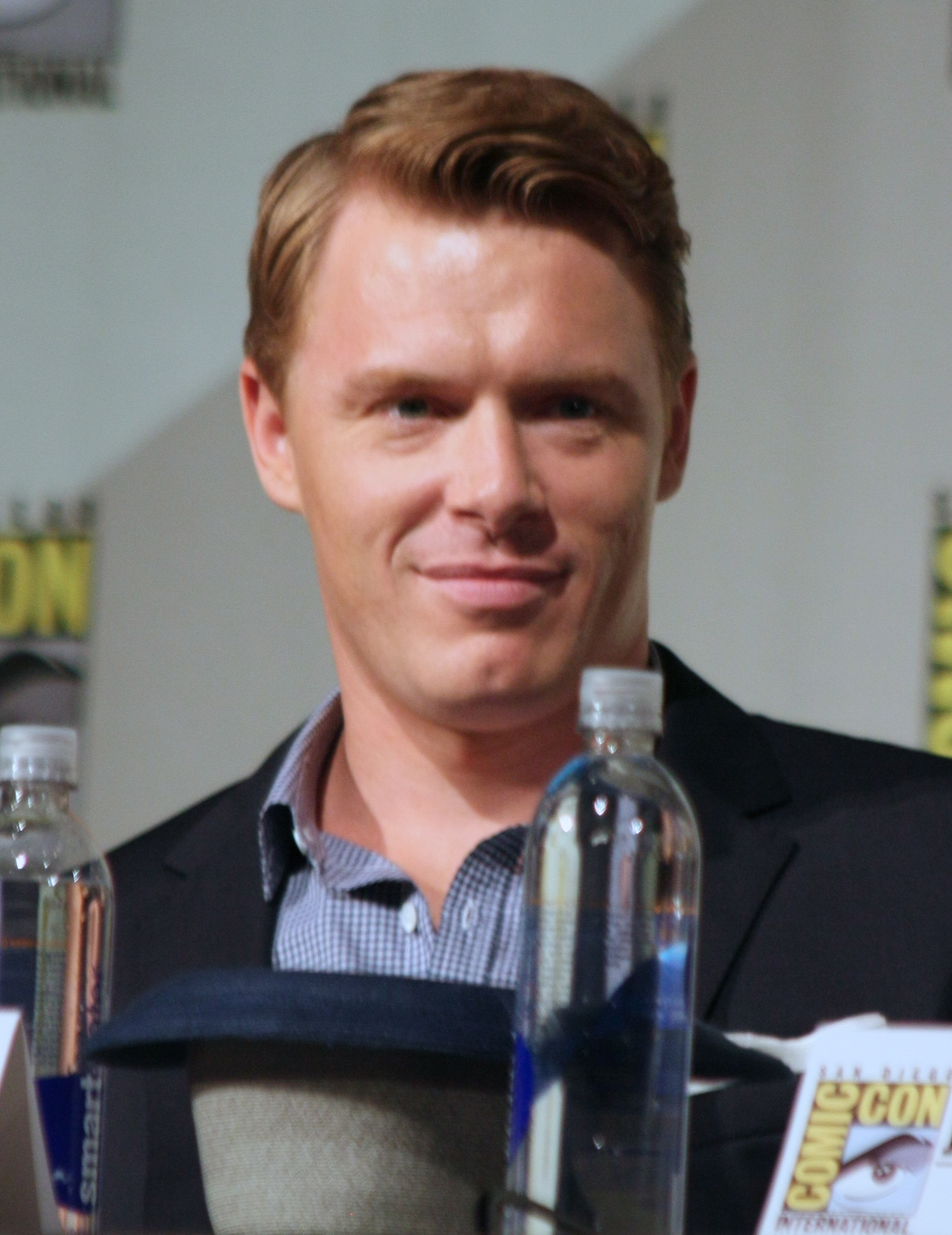
Diego Klattenhoff interpreta Donald Ressler
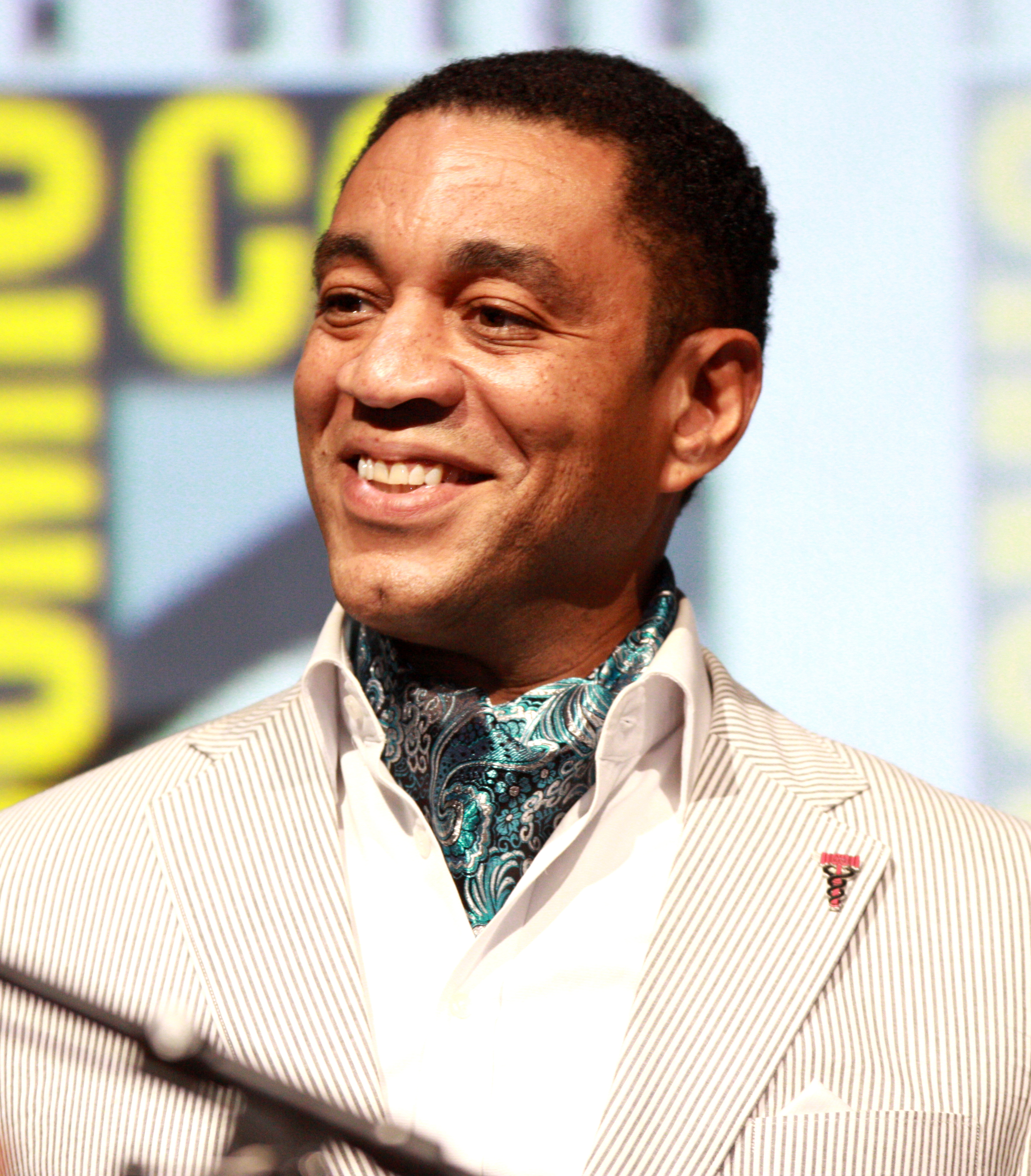
Harry Lennix interpreta Harold Cooper

### Antics actors principals
- Ryan Eggold: Tom Keen / Jacob Phelps / Christopher Hargrave (temporades 1 a 5)
- Parminder Nagra: Meera Malik (temporada 1)
- Mozhan Marnò: Samar Navabi (temporades 2 a 6)

Antics actors principals
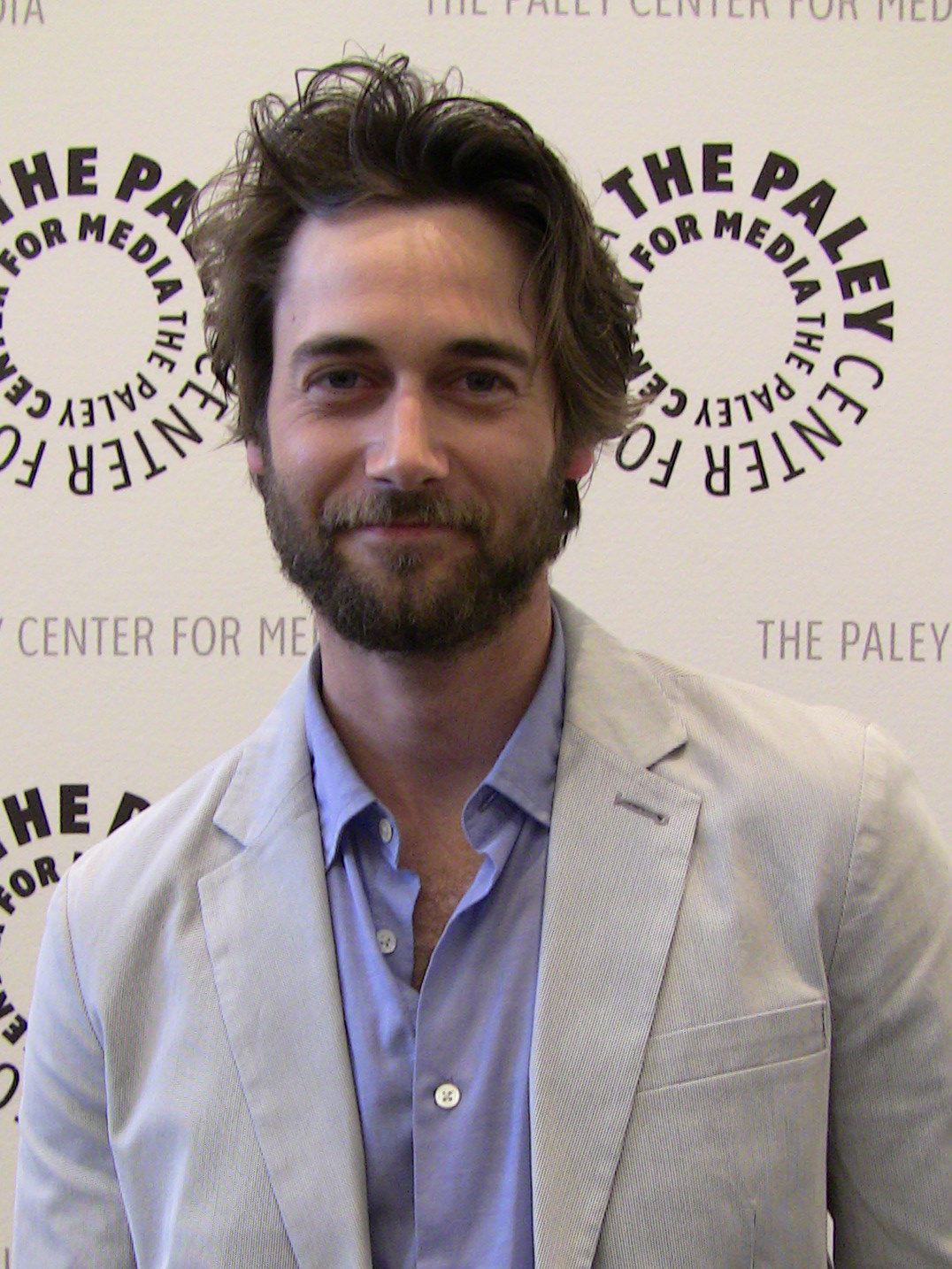
Ryan Eggold interpreta Tom Keen
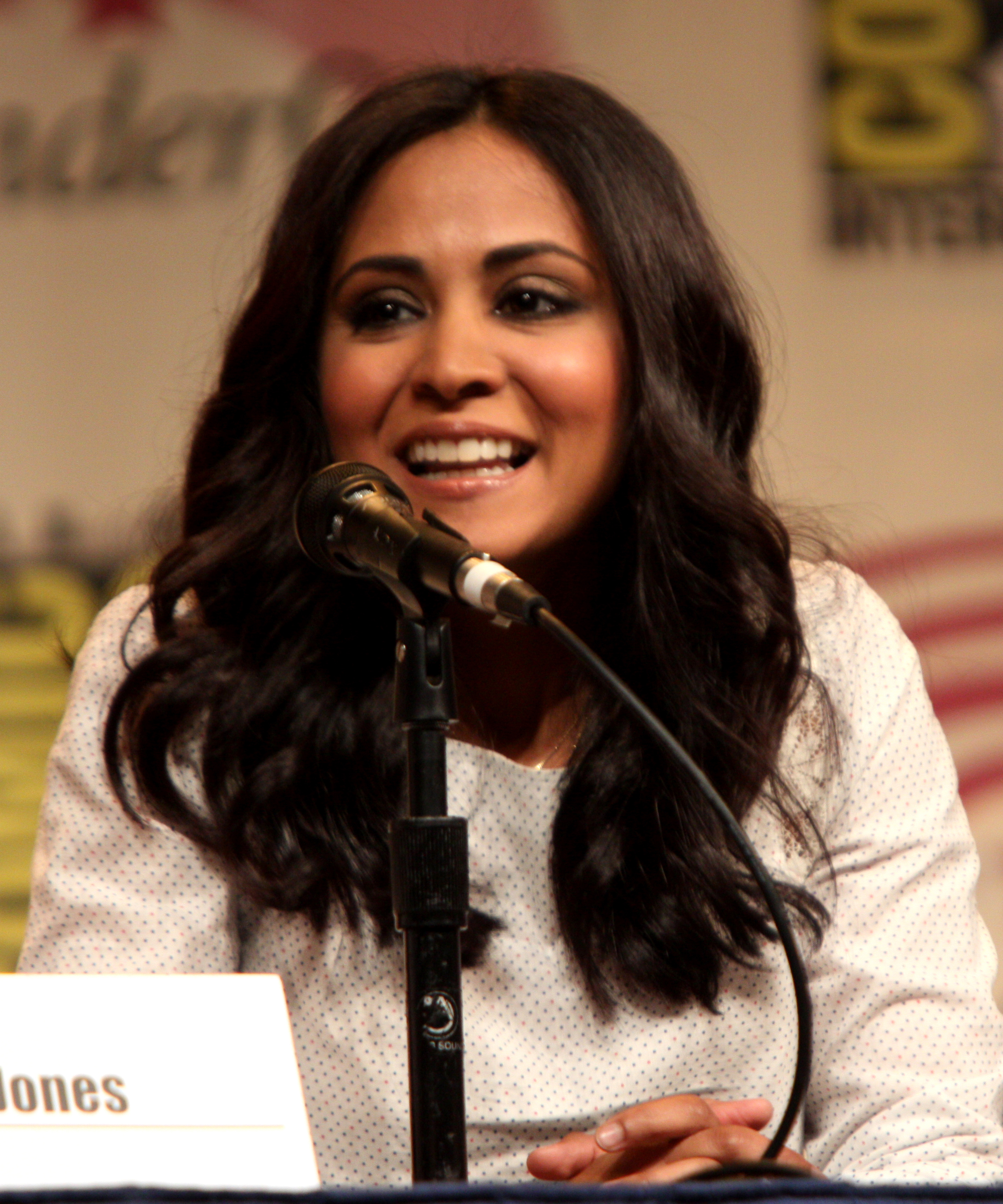
Parminder Nagra interpreta Meera Malik
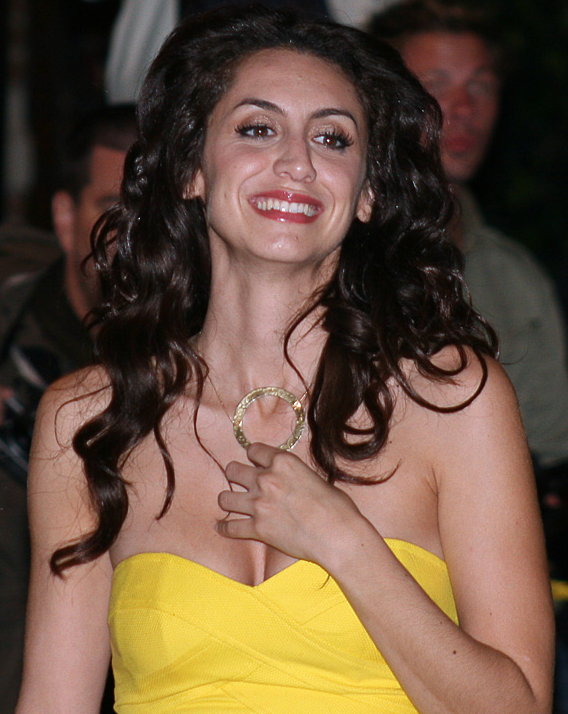
Mozhan Marnò interpreta Samar Navabi

### Actors secundaris
- Susan Blommaert: Mr. « Kate » Kaplan (née Kathryn Nemec), netejadora d'escenes de crims de Red (temporades 1 a 4)
- Jennifer Kim: Sharon, una informatica de l'FBI (temporades 1 i 2)
- Deborah S. Craig: Luli Zeng, comptable de Reddington (temporada 1)
- Alan Alda: Alan Fitch (temporades 1 i 2)
- Charles Baker: Grey, de nom real Newton Phillips, guardaspatlles de Reddington (temporada 1, convidat temporada 4)
- Rachel Brosnahan: Jolene Parker / Lucy Brooks (temporada 1)
- Jane Alexander: Diane Fowler, ministre de justícia (temporada 1)
- Teddy Coluca: Teddy Brimley, interrogador i associat de Red (des de la temporada 1)
- Reed Birney: Tom Connolly (temporades 1 i 2)
- Adriane Lenox: la fiscal Reven Wright (temporades 2 i 3, convidada temporada 4)
- Lance Henriksen: Bill McCready, el « Comandant » (temporades 2 i 3, convidat temporada 5)
- Mary-Louise Parker: Naomi Hyland / Carla Reddington, exdona de Reddington (temporada 2)
- Valarie Pettiford: Charlene Cooper (temporades 2 i 3)
- Paul Reubens: Mr. Vargas (temporades 2 i 3)
- Clark Middleton: Glen Carter (des de la temporada 2)
- Peter Stormare: « Berlin », de nom real Milos Kirchoff (temporades 1 i 2)
- Hal Ozsan: « Ezra », guardaespatlles de l'agent Keen, contractat per Reddington (temporada 2)
- Piter Marek: Nik Korpal, metge i amic d'Elizabeth (temporades 2, 3 i 5)
- David Strathairn: Peter Kotsiopulos(CIA) (temporades 2 i 3)
- Edi Gathegi: Mathias Solomon, mercenari (temporada 3)
- Christine Lahti: Laurel Hitchin, conseller en seguretat nacional (temporades 3 i 4, convidada temporada 5)
- Lotte Verbeek: Katarina Rostova, jove (des de la temporada 3)
- Brian Dennehy: Dominic Wilkinson (des de la temporada 3)
- Benito Martinez: Robert Diaz (temporades 3, 4 i 6)
- Ulrich Thomsen: Alexander Kirk / Constantin Rostov, exespós de Katarina Rostova (temporades 3 i 4)
- Deirdre Lovejoy: Cynthia Panabaker, consellera jurídica a la Casa Blanca (des de la temporada 3)
- Annie Heise: Elise / Janet Sutherland (temporada 4)
- Enrique Murciano: Julian Gale (temporada 4)
- James Carpinello: Henry Prescott (de nom real Mitchell Hadley) (temporades 4 i 5)
- Michael Aronov: Joe « Smokey » Putnum, associat de Raymond Reddington (temporada 5, convidat temporada 6)
- Karl Miller: Pete McGee (temporada 5)
- Aida Turturro: Heddie Hawkins, comptable i associada de Raymond Reddington (temporada 5, convidada temporada 6)
- Jonny Coyne: Ian Garvey, US Marshal (temporada 5)
- Evan Parke: detectiu Norman Singleton (temporada 5)
- Fiona Dourif: Lillian Roth, filla de Raymond i Carla Reddington, i germanastra d'Elizabeth Keen (temporades 5 i 6)
- Ken Leung: Michael Sima, ajudant del fiscal (temporada 6)
- Becky Ann Baker: la jutge Roberta Wilkins (temporada 6)
- Jennifer Ferrin: Anna McMahon, consellera del President Diaz (temporada 6)
- Coy Stewart: Vontae Jones, associat de Raymond Reddington (des de la temporada 6)
- Ben Horner: Mr. Sandquist, guardaespatlles de Diaz (temporada 6)
- Gabriel Mann: Ilya Koslov, de jove (des de la temporada 6)
- Laila Robins: Katarina Rostova, de gran (des de la temporada 6)
- Brett Cullen: L'estranger / Ilya Koslov (des de la temporada 6)
- Natalie Paul: Mila LaPorte / Francesca Campbell (temporada 7)
- Elizabeth Bogush: Elodie Radcliffe (temporada 7)
- Laura Sohn: Alina Park (temporada 7)

Actors secundaris
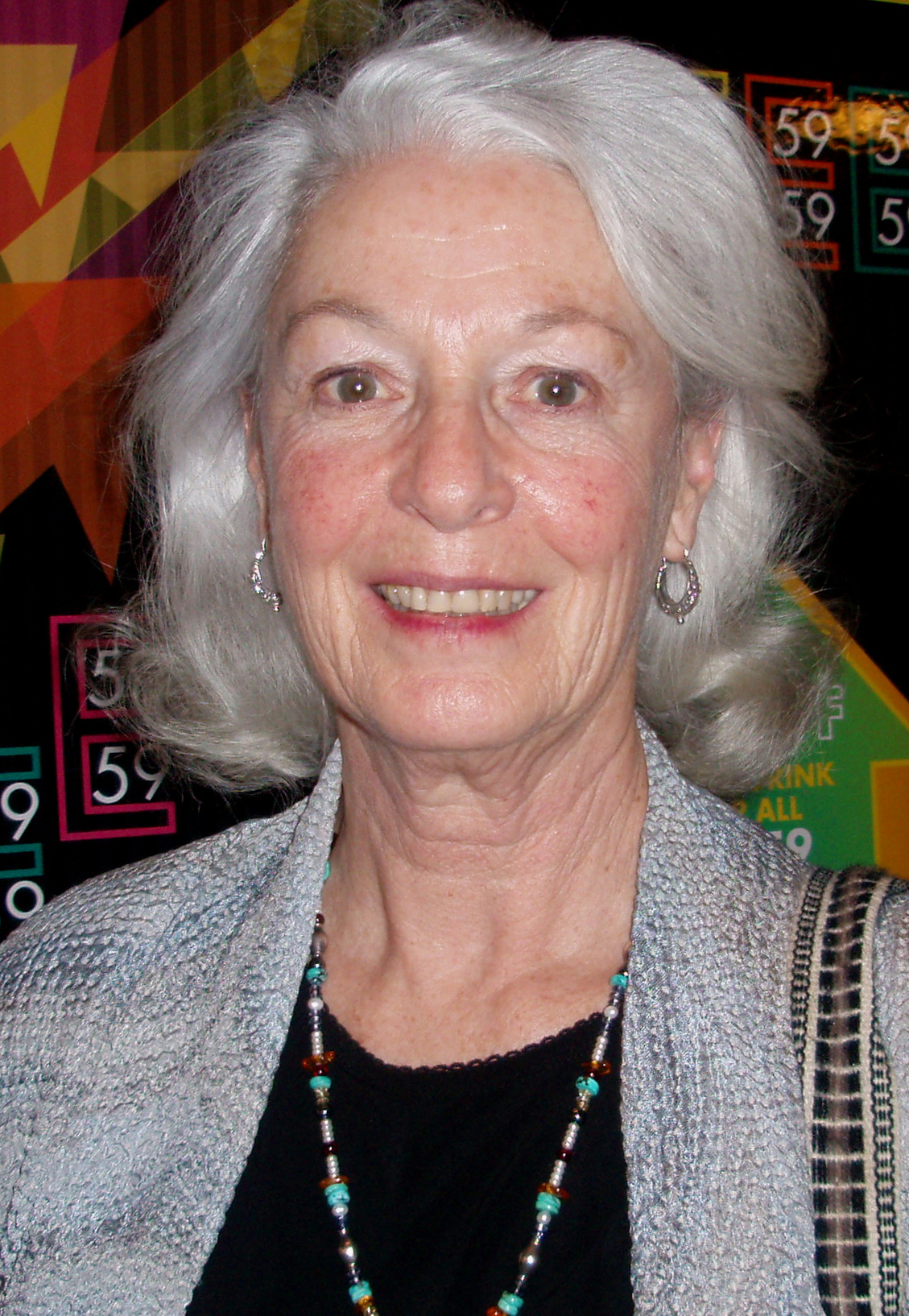
Jane Alexander encarna Diane Fowler
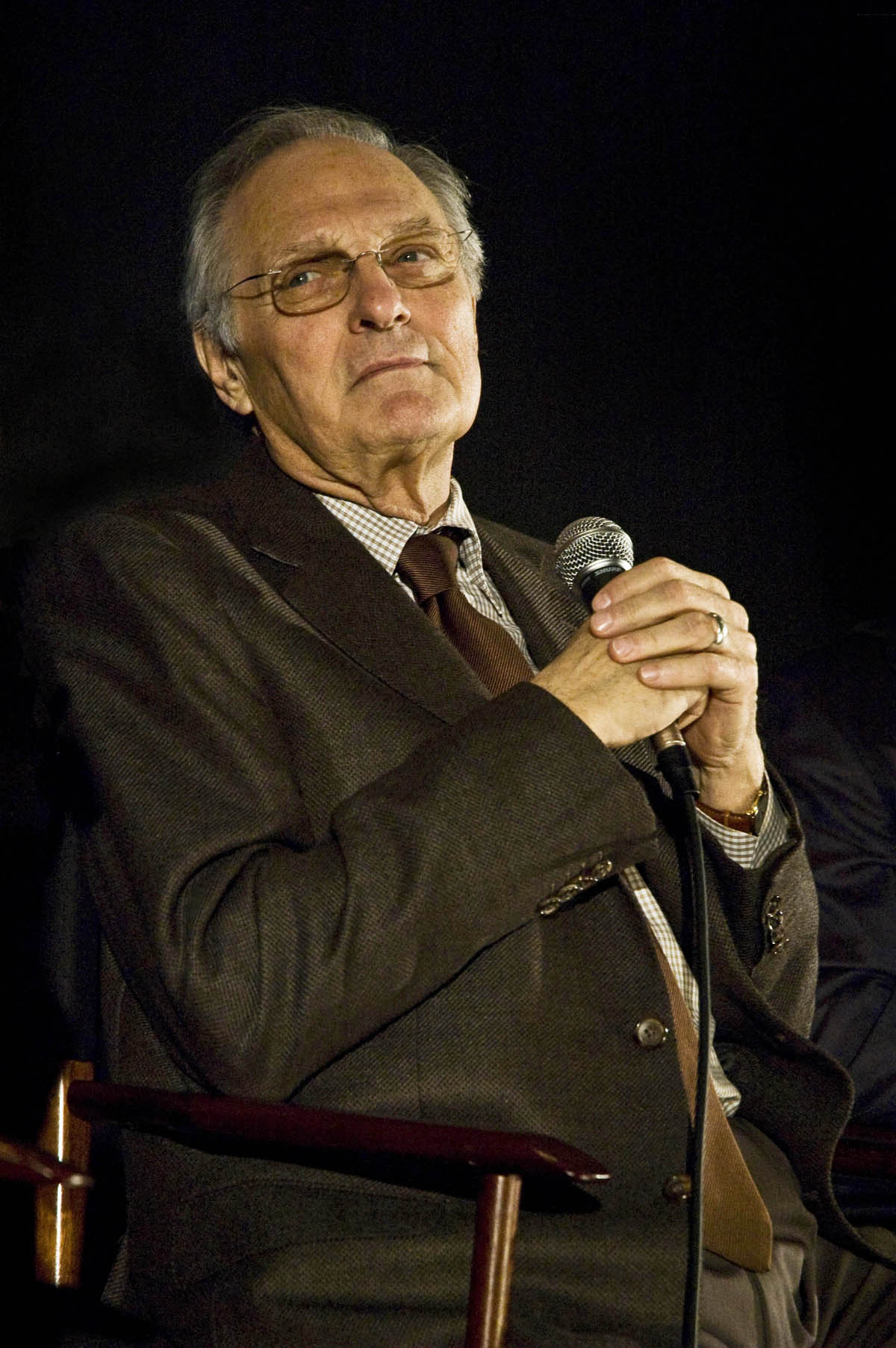
Alan Alda encarna Alan Fitch
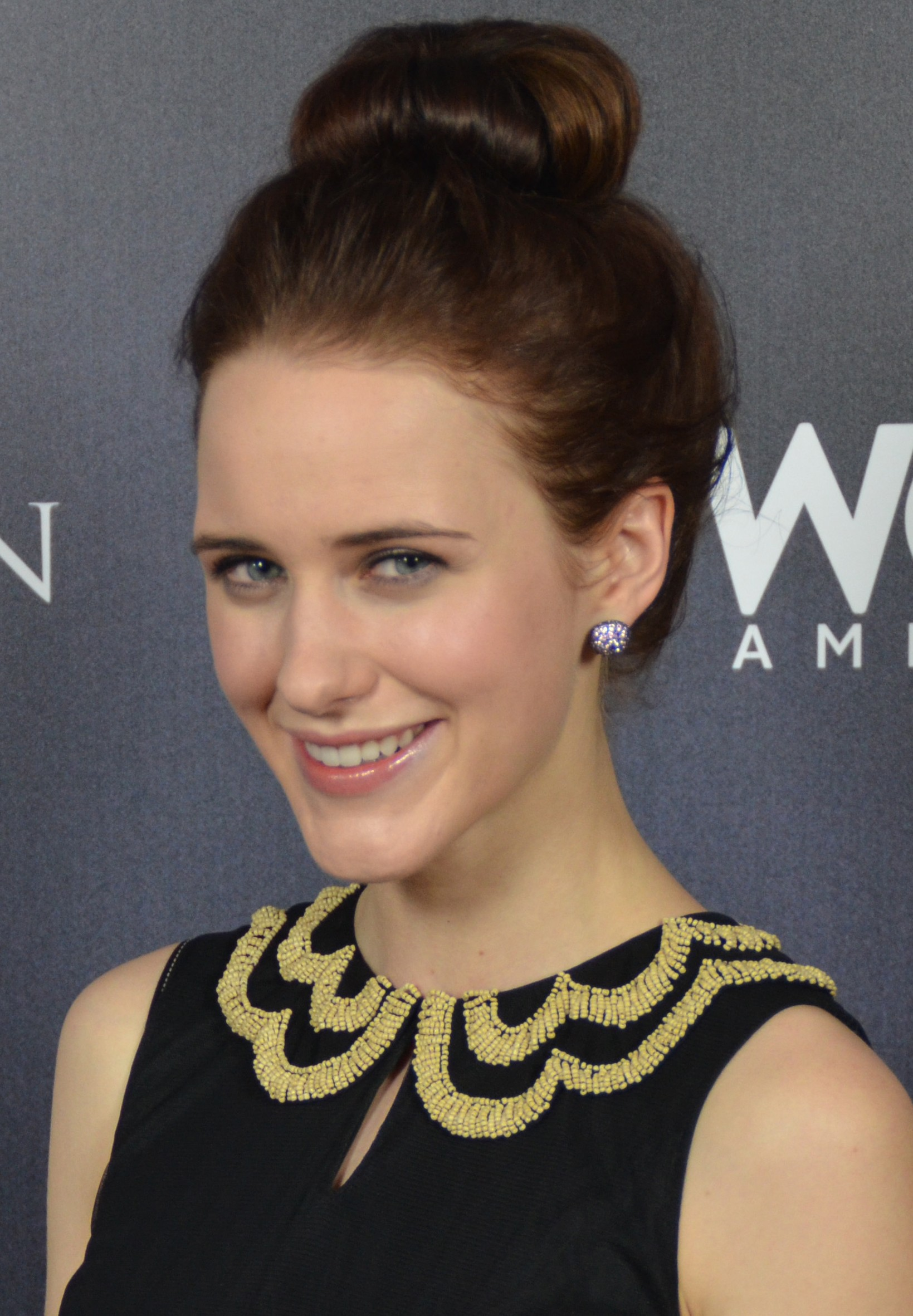
Rachel Brosnahan encarna Jolene Parker
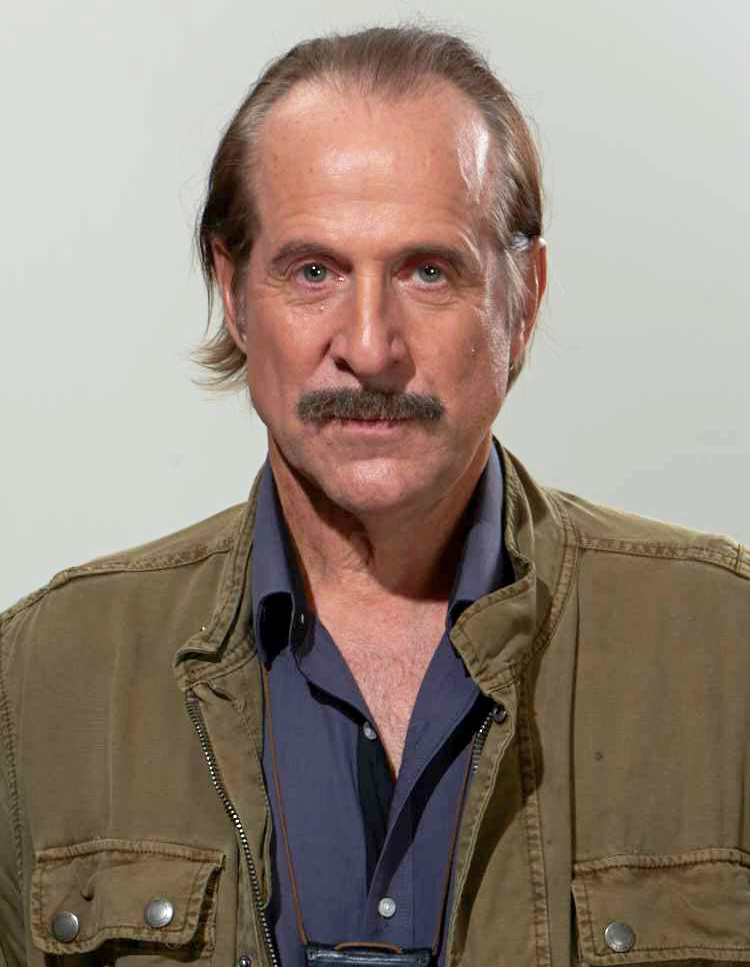
Peter Stormare encarna Berlín
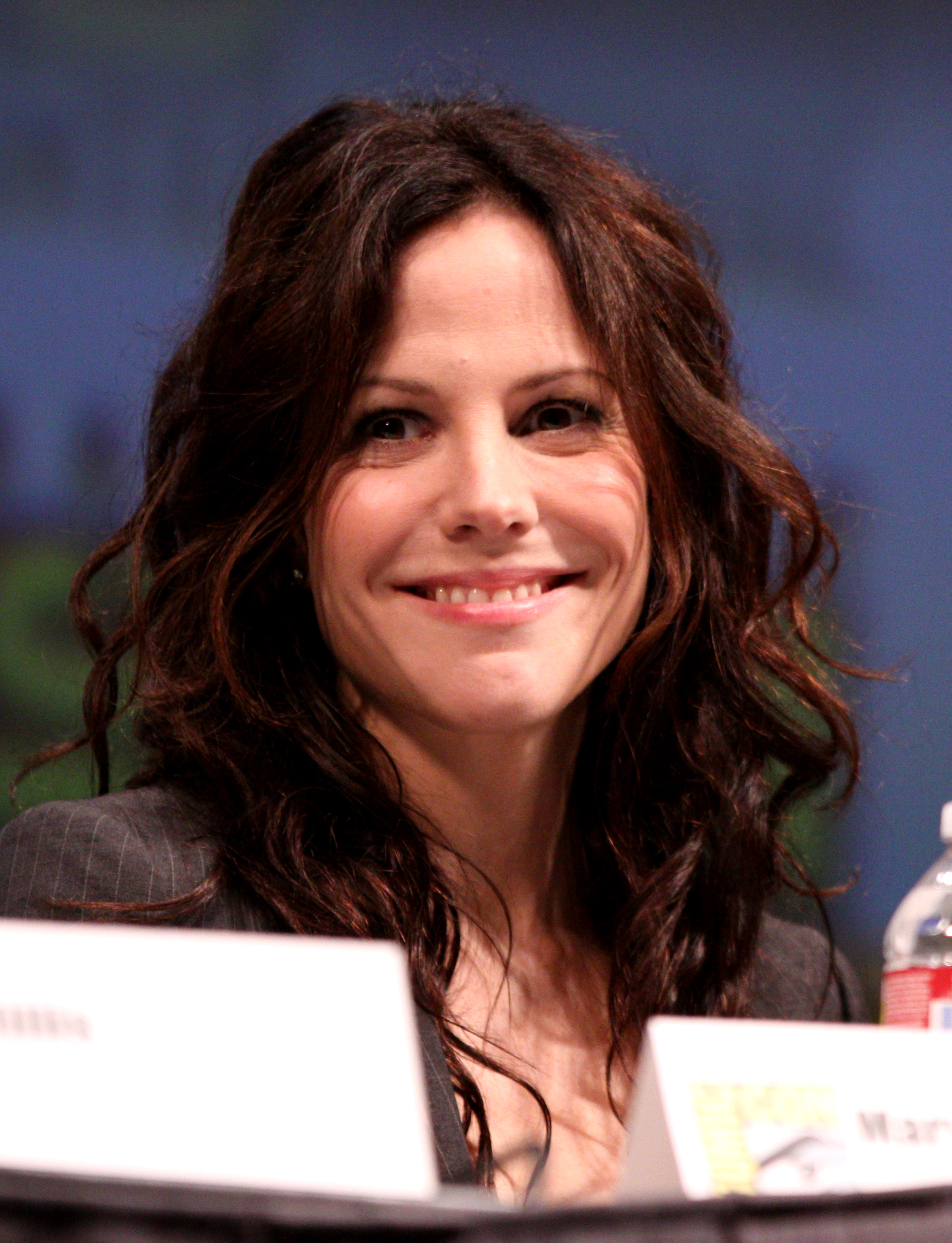
Mary-Louise Parker encarna Naomi Hyland
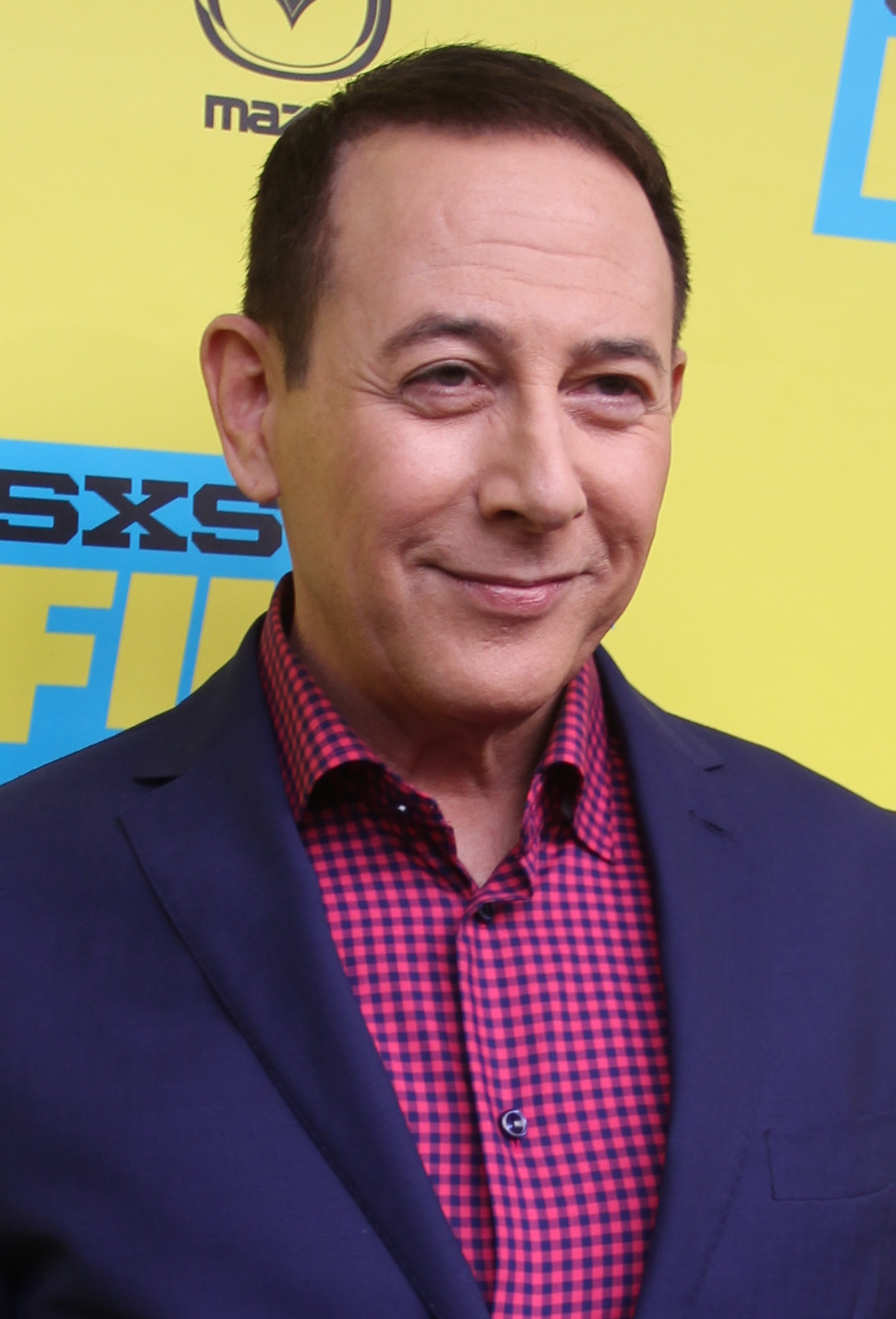
Paul Reubens encarna Mr. Vargas
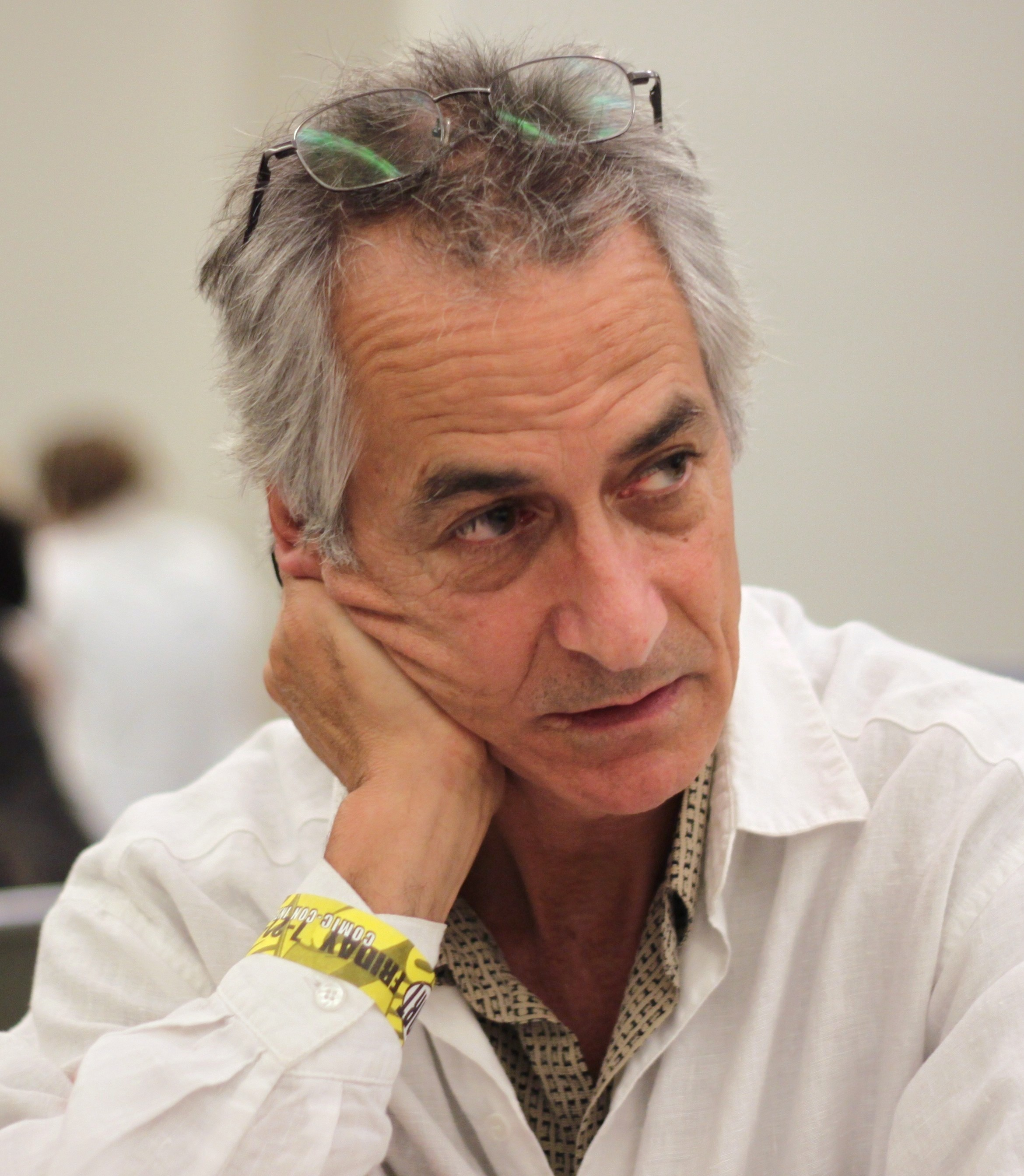
David Strathairn encarna Peter Kotsiopoulos, àlies el « Director »
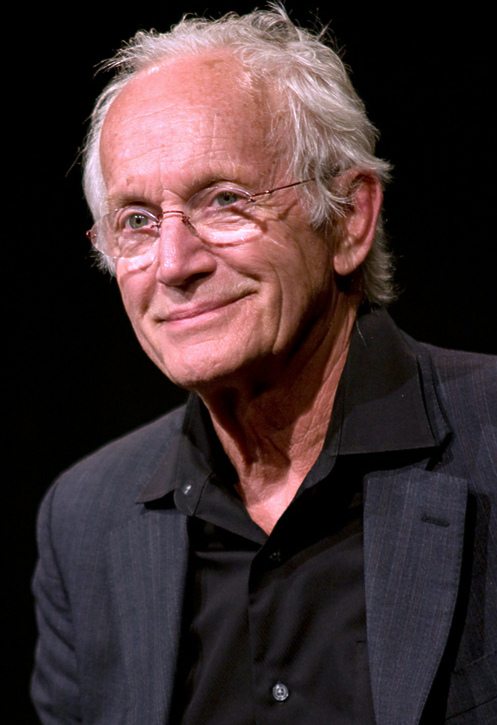
Lance Henriksen encarna Bill McCready, àlies manant-ho »
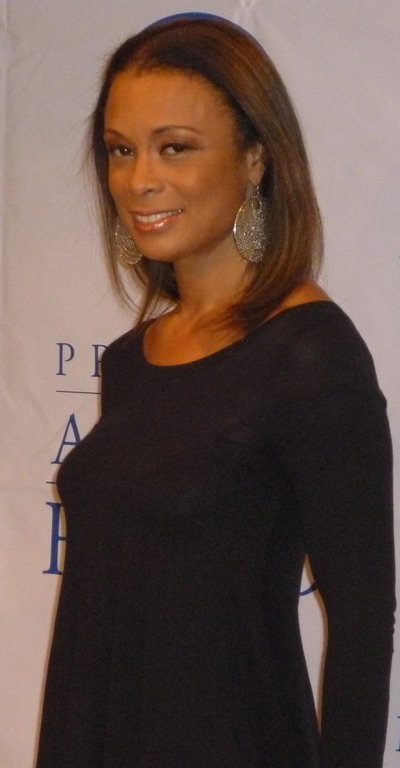
Valarie Pettiford encarna Charlene Cooper
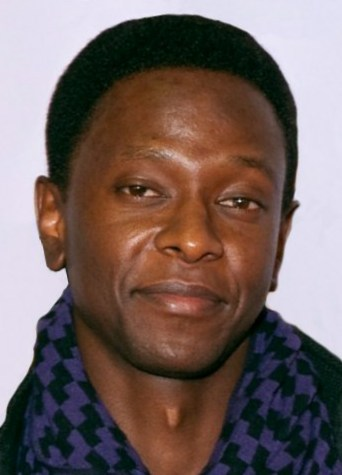
Edi Gathegi encarna Mathias Solomon
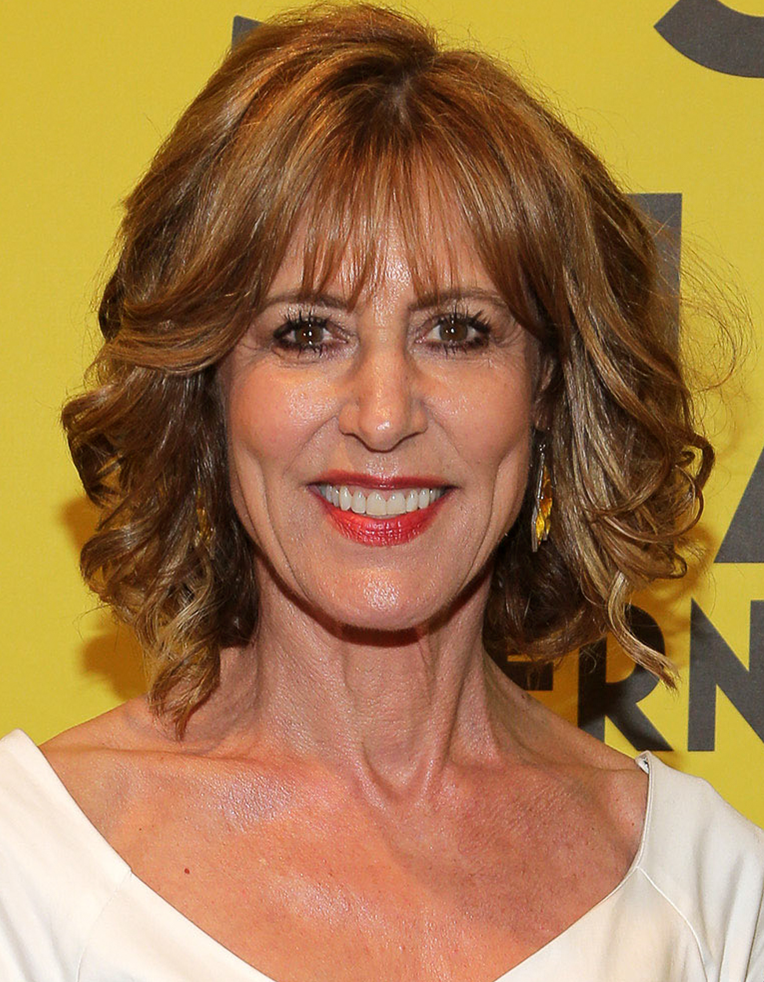
Christine Lahti encarna Lauren Hitchin
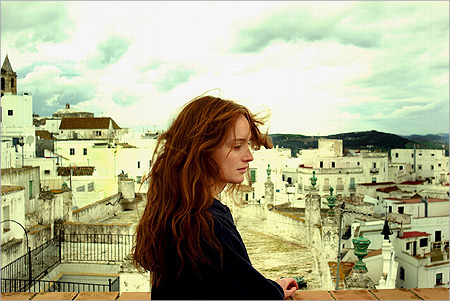
Lotte Verbeek encarna Katarina Rostova
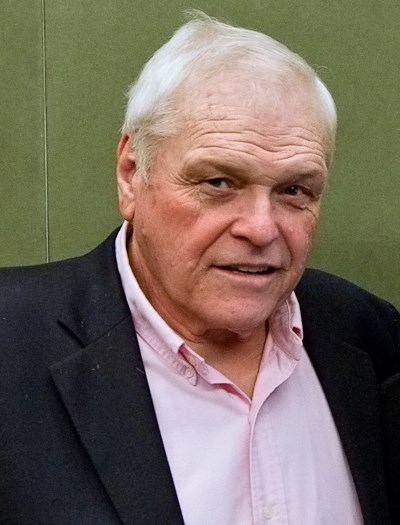
Brian Dennehy encarna Dom Wilkinson
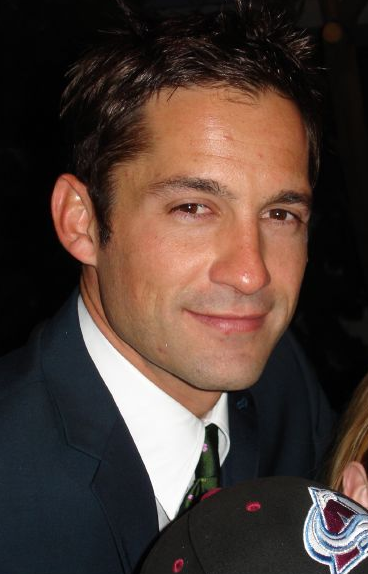
Enrique Murciano encarna Julian Gale
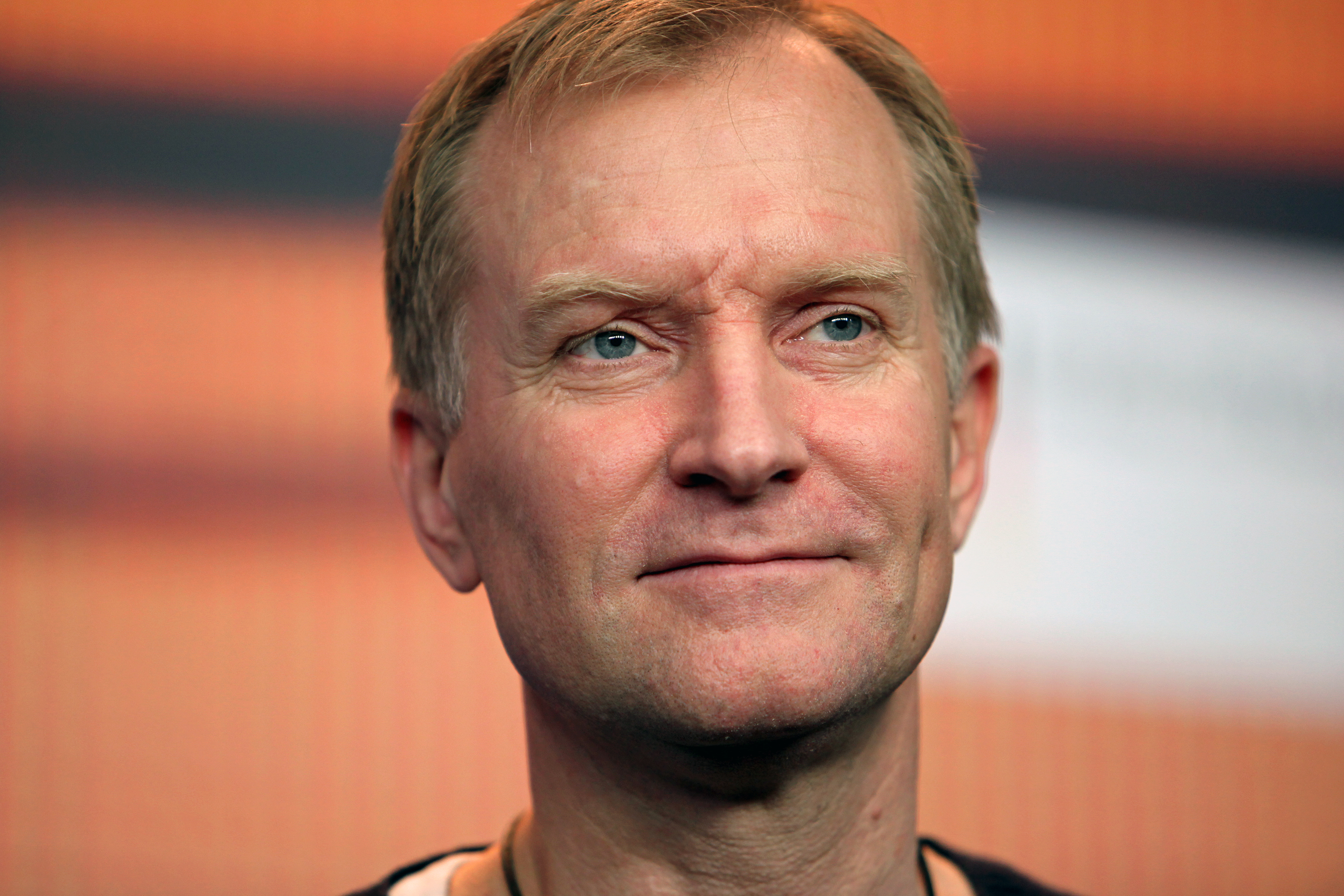
Ulrich Thomsen encarna Alexander Kirk
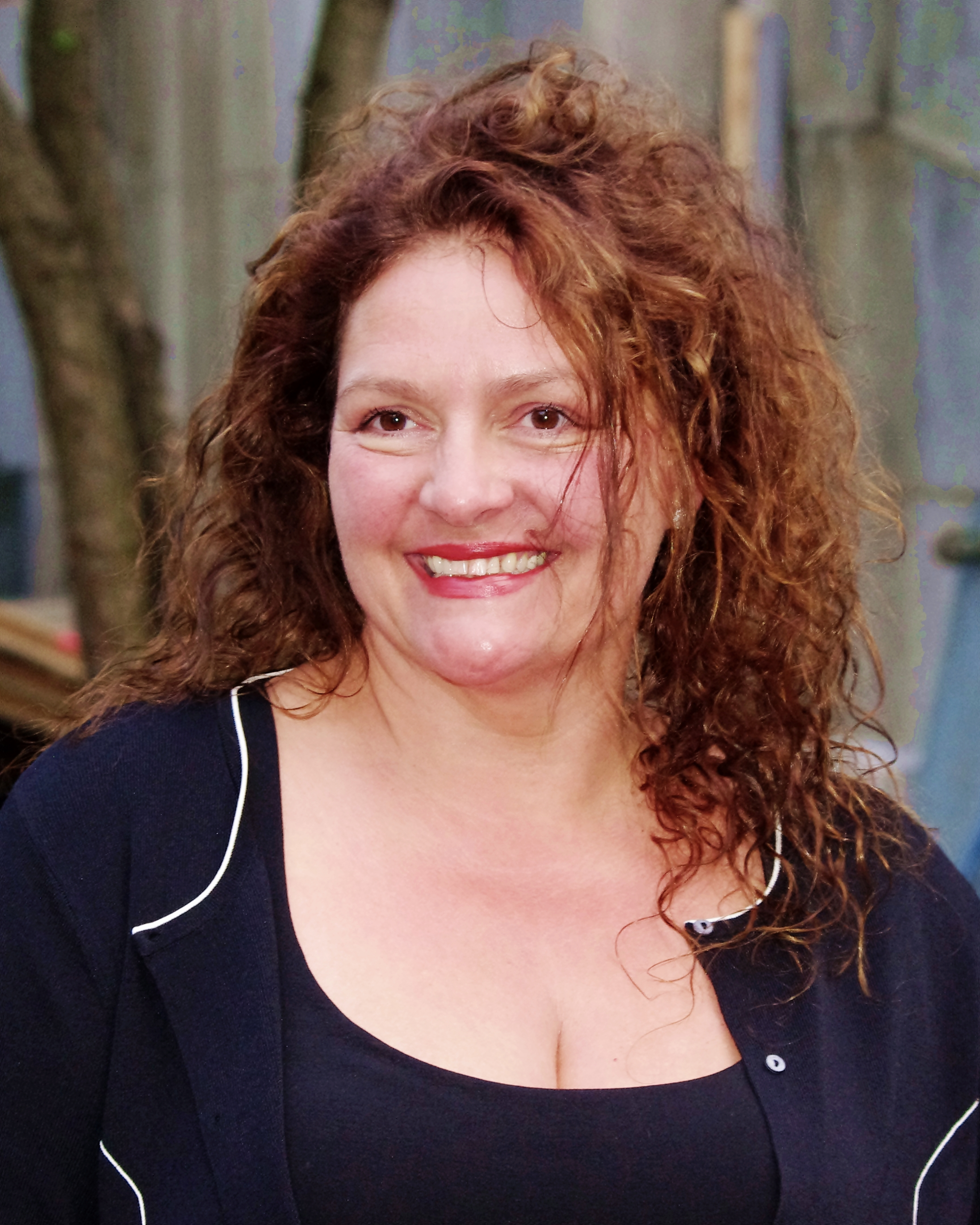
Aida Turturro encarna Heddie Hawkins
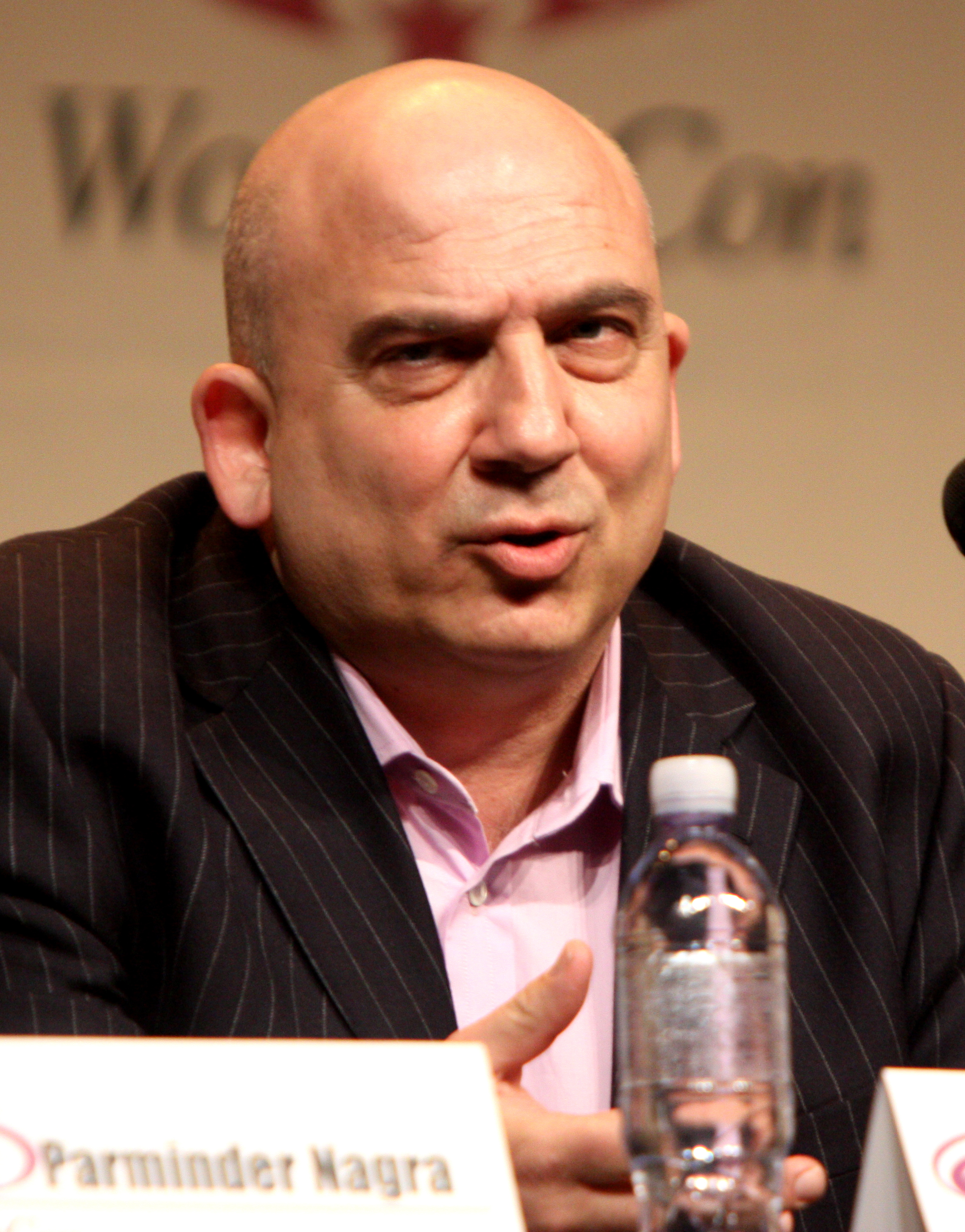
Jonny Coyne encarna Ian Garvey
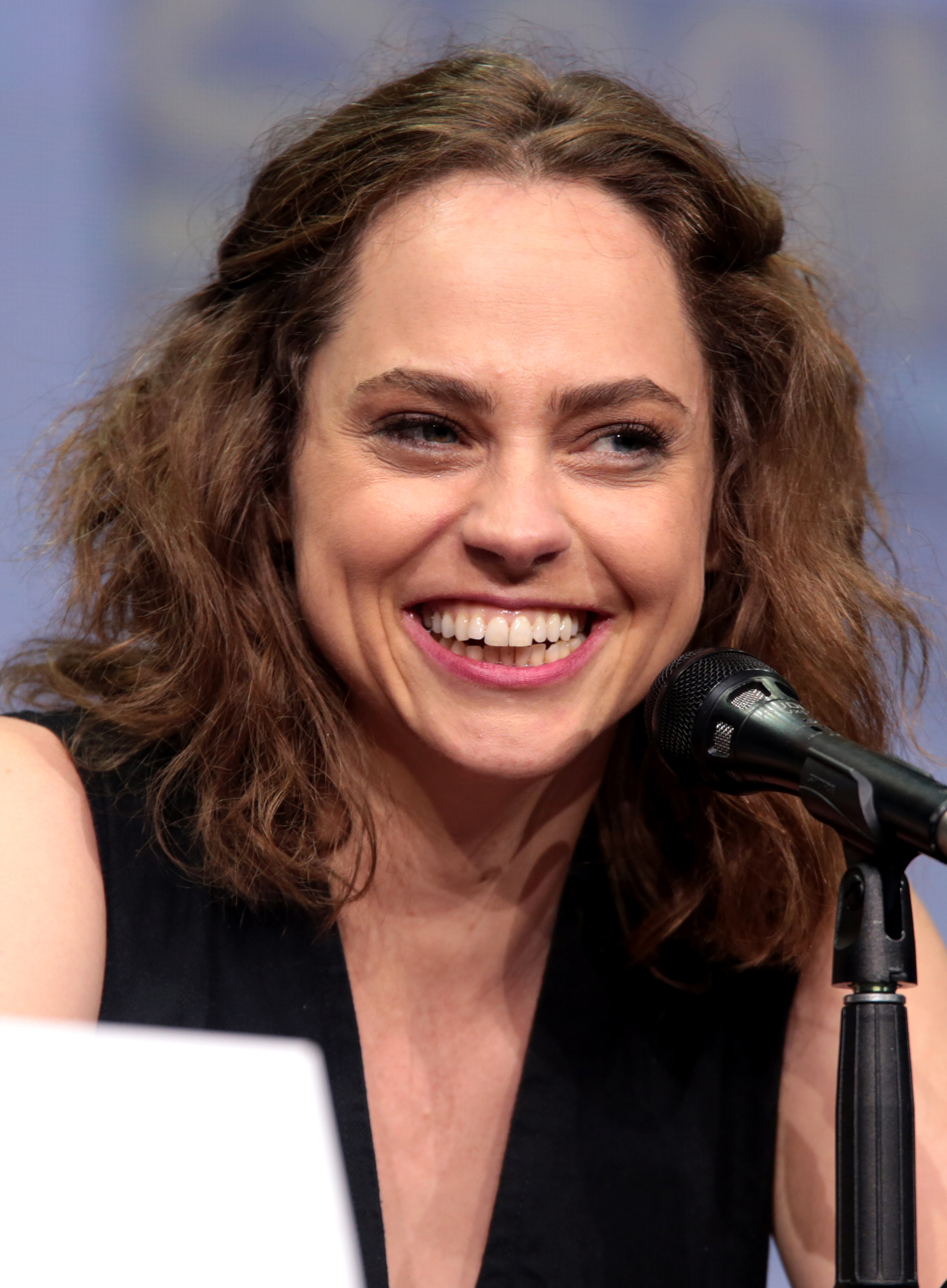
Fiona Dourif encarna Lillian Roth
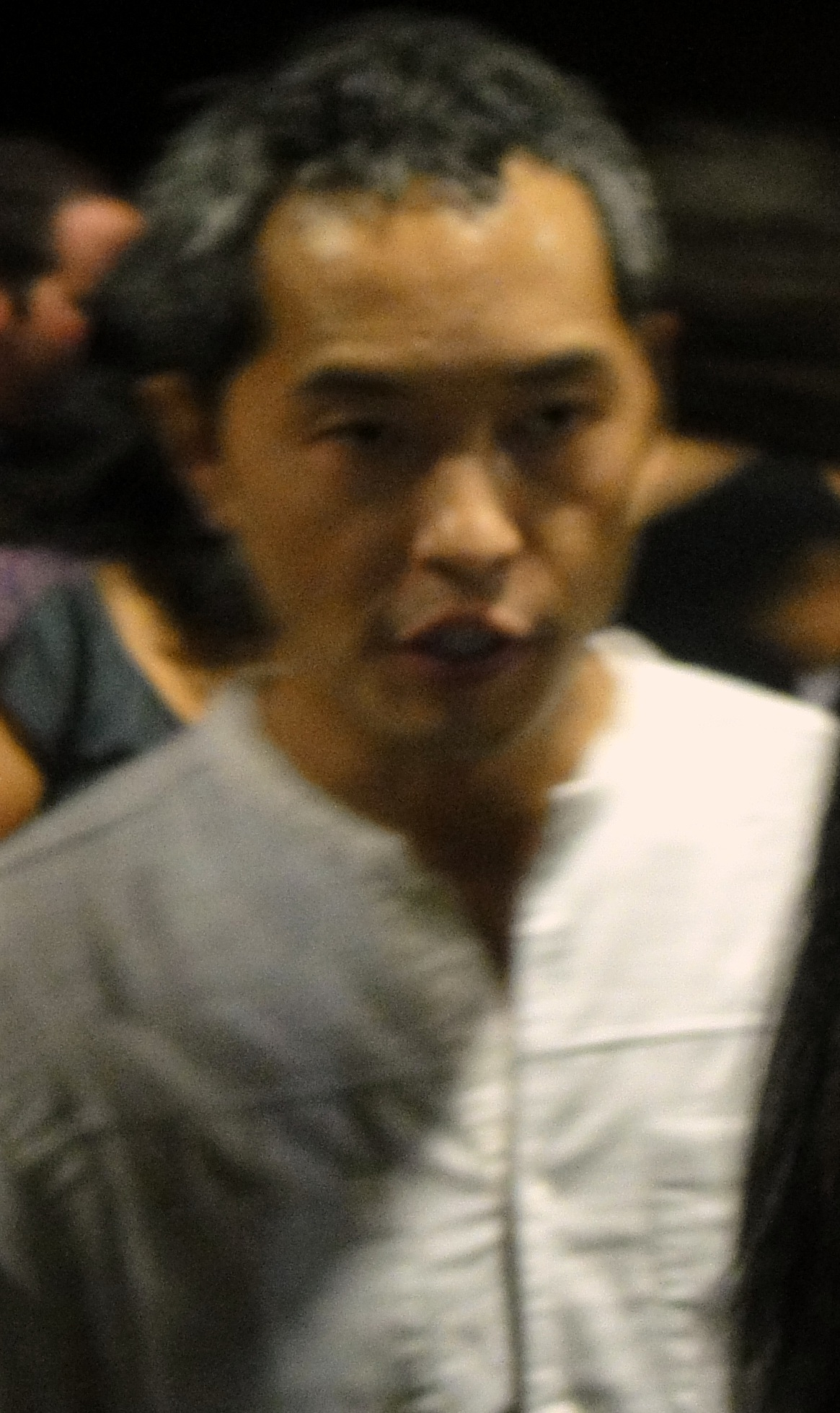
Ken Leung encarna Michael Sima
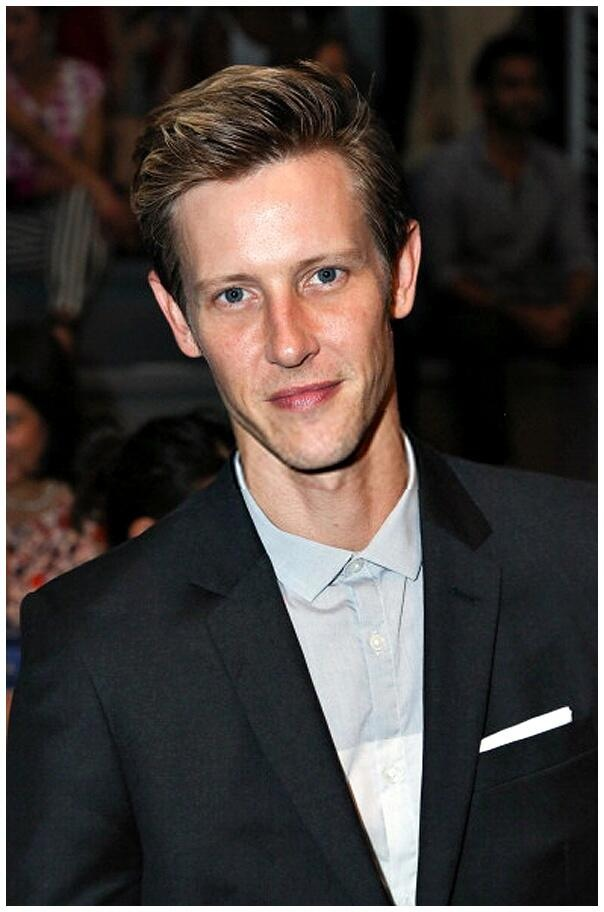
Gabriel Mann encarna Ilya Koslov

### Convidats
- Isabella Rossellini: Floriana Campo (episodi 2 - temporada 1)
- Chin Han: Wujing (episodi 3 - temporada 1)
- Clifton Collins Jr.: Hector Lorca (episodi 4 - temporada 1)
- Tom Noonan: Stanley R. Kornish (episodi 4 - temporada 1)
- Barbara Schulz: Laurence Dechambou (episodi 5 - temporada 1)
- Margarita Levieva: Gina Zanetakos (episodi 6 - temporada 1 i episodis 13, 14, 16 i 17 - temporada 3)
- Dikran Tulaine (1a veu), Gérard Surugue (2a veu): Maxwell Rudigger (episodis 6 i 9 - temporada 1, episodi 16 - temporada 2, episodis 2 i 13 - temporada 6)
- Robert Sean Leonard: Frederick Barnes (episodi 7 - temporada 1)
- Amy Hargreaves: Anne Forrester (episodi 7 - temporada 1)
- Geraldine Hughes: Dra. Nina Buckner (episodis 7 i 21 - temporada 1, episodi 12 - temporada 4)
- David Zayas: Manny Soto (episodi 7 - temporada 1 i episodi 1 - temporada 4)
- Robert Knepper: Le Coursier (episodi 5 - temporada 1)
- William Sadler: Sam Milohan, pare adoptiu d'Elizabeth (episodis 8 i 9 - temporada 1, episodi 17 - temporada 4, episodi 19 - temporada 6)
- Andrew Dice Clay: Abraham Maltz (episodi 8 - temporada 1)
- Ritchie Coster: Anslo Garrick (episodis 9 i 10 - temporada 1)
- Emily Tremaine: Audrey Bidwell (episodis 10, 12 i 16 - temporada 1)
- Frank Whaley: Karl Hoffman (episodi 11 - temporada 1)
- Campbell Scott: Owen Mallory / Michael Shaw (episodi 13 - temporada 1)
- Jennifer Ehle: Madeline Pratt (episodi 14 - temporada 1 i episodi 14 - temporada 2)
- Zach Grenier: Novak (episodi 14 - temporada 1)
- Jason Butler Harner: Walter Gary Martin (episodis 14, 21 i 22 - temporada 1 i episodi 1 - temporada 2)
- Dianne Wiest: Ruth Kipling (episodi 15 - temporada 1)
- Lance Reddick: El Cowboy (episodis 15 i 16 - temporada 1)
- Casey Siemaszko: Sam Raimo (episodi 16 - temporada 1)
- James Colby: Bobby Johnson (episodi 16 - temporada 1)
- Damian Young: Milton Bobbitt (episodi 18 - temporada 1)
- Linus Roache: creador de reis (episodi 20 - temporada 1)
- John Glover: Dr. Sanders (episodi 21 - temporada 1)
- Krysten Ritter: Rowan Mills (episodi 1 - temporada 2)
- Lee Tergesen: Frank Hyland (episodis 1 i 4 - temporada 2)
- Peter Fonda: Geoff Perl (episodi 6 - temporada 2)
- Ron Perlman: Luther Braxton (episodis 9 i 10 - temporada 2)
- Janel Moloney: Kat Goodson (episodis 9 i 10 - temporada 2)
- Gloria Reuben: Dra. Selma Orchard (episodi 10 - temporada 2 i episodi 19 - temporada 4)
- Faran Tahir: Ruslan Denisov (episodi 11 - temporada 2)
- Amanda Plummer: Tracy Solobotkin (episodi 13 - temporada 2)
- Michael Beach: Markin (episodis 15 i 16 - temporada 2)
- Kevin Weisman: Dr. Jeffrey Maynard (episodis 17 i 20 - temporada 2, episodi 12 - temporada 3)
- Ana de la Reguera: Vanessa Cruz (episodi 18 - temporada 2)
- Michael Massee: Karakurt (temporada 2 - episodis 20 à 21)
- Fisher Stevens: Marvin Gerard (episodis 2, 6 i 10 - temporada 3, episodi 15, 18 i 20 - temporada 4)
- Andrew Divoff: Karakurt (episodis 6 à 10 - temporada 3)
- Oded Fehr: l'agent Levi Shur (episodi 7 - temporada 3, episodi 9 - temporada 4, episodis 13 i 14 - temporada 6)
- Tony Plana: Mr. Diaz (episodis 9 i 10 - temporada 3)
- Jake Weber: Gregory Devry (episodi 11 - temporada 3)
- Tony Shalhoub: Alistair Pitt (episodi 13 - temporada 3)
- Celia Weston: Lady Ambrosia (episodi 14 - temporada 3)
- Leslie Jones: dona que xerra (episodi 14 - temporada 3)
- Tawny Cypress: Nez Rowan (episodis 17, 20 à 22 - temporada 3)
- Famke Janssen: Susan « Scottie » Hargrave (episodis 20 à 22 - temporada 3, episodi 9 - temporada 5)
- Raoul Trujillo: Mato (episodi 23 - temporada 3, episodis 1 i 2 - temporada 4)
- Paul Calderon: Manuel Esteban (episodi 1 - temporada 4)
- Annapurna Siriam: Odette (episodis 4 à 8 - temporada 4)
- Matt Servitto: el doctor Sebastian Reiffler (episodis 4, 5 i 8 - temporada 4)
- Leon Rippy: el caçador (episodis 4, 6, 8 i 16 - temporada 4)
- James Hong: el coronel (episodi 7 - temporada 4)
- Linda Emond: el doctor Adrian Shaw  episodis 7 i 8 - temporada 4)
- Jill Hennessy: Margot (episodi 11 - temporada 4)
- Elizabeth Lail: Natalie Luca (episodi 12 - temporada 4)
- Daniel Davis: Baldur Magnusson (episodis 12 i 20 - temporada 4)
- Melora Hardin: Isabella Stone (episodis 13 i 14 - temporada 4)
- Brent Spiner: L'arquitecte (episodi 14 - temporada 4)
- Susan Misner: Philomena (episodi 18 - temporada 4)
- Rade Serbedzija: Dr. Bodgan Krilov (episodi 19 - temporada 4 i episodi 10 - temporada 7)
- Owain Yeoman: Grayson Blaise (episodi 2 - temporada 5)
- Sarah Wynter: Rebecca Thrall (episodi 3 - temporada 5)
- Poorna Jagannathan: Nirah Ahmad (episodi 4 - temporada 5)
- Lenny Venito: Tony Pagliaro (episodis 4, 13 i 19 - temporada 5)
- Ana Nogueira: Lena Mercer (episodis 5 à 8 - temporada 5)
- Happy Anderson: Bobby Navarro (episodis 7, 8, 10 i 11 - temporada 5)
- William Mapother: Bill (episodi 9 - temporada 5)
- Alysia Reiner: el jutge Sonia Parker (episodi 10 - temporada 5)
- Nathan Lane: Abraham Stern (episodi 11 - temporada 5)
- C. Thomas Howell: Earl Fagen (episodis 12 i 15 - temporada 5)
- John Noble: Raleigh Sinclair III (episodis 14 i 19 - temporada 5)
- Liza J. Bennett: Pattie Sue Edwards (episodi 15 - temporada 5)
- Martha Plimpton: el doctor Sharon Fulton (episodis 14 i 16 - temporada 5)
- Jearnest Corchado: Anna-Gracia Duerte (episodi 17 - temporada 5)
- Bernard White: Zarak Mosadek (episodis 18 i 19 - temporada 5)
- Bob Gunton: Nicholas T. Moore (episodis 20 i 21 - temporada 5)
- Pruitt Taylor Vince: Lawrence Dane Devlin (episodis 20 i 21 - temporada 5)
- Stephen Henderson: el doctor Woerner (episodi 20 - temporada 5)
- José Zúñiga: Gonzales (episodi 21 - temporada 5)
- Julian Sands: Sutton Ross (episodi 22 - temporada 5)
- John Waters: John Waters (episodi 22 - temporada 5)
- Christophe Lambert: Bastien Moreau (episodis 1, 2, 11 i 12 - temporada 6)
- David Wilson Barnes: Spalding Stark (episodi 3 - temporada 6, episodi 5 - temporada 7)
- Larry Bryggman: Rod Ulhman (episodi 4 - temporada 6)
- Dorothy Lyman: Delaine Ulhman (episodi 4 - temporada 6)
- Donna Murphy: Sophia Quayle (episodi 4 - temporada 6)
- Lisa Gay Hamilton: el doctor Grey (episodi 5 - temporada 6)
- Arnold Vosloo: Marko Jankowics (episodi 8 - temporada 6)
- Stacy Keach: Robert Vesco (episodi 13 - temporada 6)
- Richard Brooks: Mitchell Young (episodi 15 - temporada 6)
- Joanna Christie: Olivia Olson (episodi 15 - temporada 6)
- Mary Pat Gleason: Agathe Tyche (episodi 16 - temporada 6)
- Max Casella: Henry Morris (episodi 16 - temporada 6)
- Raphael Sbarge: Ned (episodi 16 - temporada 6)
- Al Sapienza: Carlo (episodi 16 - temporada 6)
- Richard Thomas: David Foy (episodi 17 - temporada 6)
- Joel de la Fuente: Guillermo Rizal (episodi 20 - temporada 6)
- David Meunier: Louis T. Steinhil (episodis 1 i 2 - temporada 7)
- John Pyper-Ferguson: Daniel Hutton (episodi 4 - temporada 7)
- Jefferson Mays: Norman Devane (episodi 5 - temporada 7)
- Stacey Roca: Hannah Hayes (episodi 7 - temporada 7)
- Iqbal Theba: Bhavish Ratna (episodi 8 - temporada 7)
- Michael Cerveris: Victor Skovic (episodis 8,9 i 10 - temporada 7)

## Desenvolupament

### Producció
Després d'haver mostrat una presentació del pilot al Comic-Con, els productors van revelar que la font d'inspiració per a la sèrie va venir de la captura de Whitey Bulger, que és la font d'inspiració de Raymond Reddington. El projecte va ser presentat a la NBC l'agost de 2012 que va comprar els drets de Sony Pictures Television. El 22 de gener de 2013, NBC va encarregar el pilot, i després la sèrie el 10 de maig de 2013 i li va atribuir dos dies més tard la franja horària del dilluns a les 22 h a la tardor. Quan el pilot de la sèrie és testat per la NBC per un panell de teleespectadors, a la primavera de 2013, obté els millors retorns qualitatius gravats per la xarxa en el transcurs d'aquests deu últims anys, segons els responsables de la cadena a la premsa.
El 4 d'octubre de 2013, després de les bones audiències dels dos primers episodis, NBC va encarregar nou episodis suplementaris, arribant la temporada a 22 episodis.
El 3 de desembre de 2013, NBC va renovar la sèrie per a una segona temporada.
El 5 de febrer de 2015, la sèrie és renovada per a una tercera temporada, arribant la temporada a 23 episodis.
El 7 de desembre de 2015 NBC va renovar la sèrie per a una quarta temporada.
L'11 de maig de 2017, NBC renova la sèrie per a una cinquena temporada.
El 14 de maig de 2017, NBC anuncia la tornada de la temporada 2017/2018. La sèrie serà des d'aleshores difosa el dimecres vespre a les 20 h abans de New York Unit Special i el 17 de gener de 2018, la sèrie difon el 100è episodi i que és igualment el número de la llista de Reddington.

## Episodis
Article principal: Llista d'episodis de The Blacklist
| Temporada | Temporada | Episodis | Episodis | Emès originalment       | Emès originalment  | Classificació | Mitjana d'espectadors (milions) |
| Temporada | Temporada | Episodis | Episodis | Emès per primera vegada | Darrera emissió    | Classificació | Mitjana d'espectadors (milions) |
| --------- | --------- | -------- | -------- | ----------------------- | ------------------ | ------------- | ------------------------------- |
|           | 1         | 22       | 22       | 23 de setembre de 2013  | 12 de maig de 2014 | 6             | 14,95                           |
|           | 2         | 22       | 22       | 22 de setembre de 2014  | 14 de maig de 2015 | 14            | 13,76                           |
|           | 3         | 23       | 23       | 1 d'octubre de 2015     | 19 de maig de 2016 | 22            | 11.19                           |
|           | 4         | 22       | 22       | 22 de setembre de 2016  | 18 de maig de 2017 | 30            | 9,25                            |
|           | 5         | 22       | 22       | 27 de setembre de 2017  | 16 de maig de 2018 | 42            | 8,41                            |
|           | 6         | 22       | 22       | 3 de gener de 2019      | 17 de maig de 2019 | 57            | 6,87                            |
|           | 7         | 19       | 19       | 4 d'octubre de 2019     | 15 de maig de 2020 | 50            | 6,88                            |
|           | 8         | 22       | 22       | 13 de novembre de 2020  | 23 de juny de 2021 | 51            | 5,47                            |
|           | 9         | 22       | 22       | 21 d'octubre de 2021    | 27 de maig de 2022 | TBA           | TBA                             |